# Denny Hickey
Denny Hickey (ur. 14 maja 1889 roku w Connellsville, zm. 10 sierpnia 1965 roku tamże) – amerykański kierowca wyścigowy.

## Kariera
W swojej karierze Hickey startował głównie w Stanach Zjednoczonych w mistrzostwach AAA Championship Car oraz towarzyszącym mistrzostwom słynnym wyścigu Indianapolis 500. W 1919 roku Amerykanin dojechał do mety Indy 500 jako dziewiąty. W mistrzostwach AAA nie był klasyfikowany.